# Pasadena (Terre-Neuve-et-Labrador)
Pour les articles homonymes, voir Pasadena (homonymie).
Pasadena est une ville de Terre-Neuve-et-Labrador au Canada, située dans la vallée Humber.
Pasadena fut fondée au début des années 1920, à la suite de l'installation de deux familles anglaises.
Sa position sur la Route transcanadienne lui a permis de s'adapter et d'évoluer rapidement.
Aujourd'hui, la ville compte plus de 3500 habitants et est devenue un point de halte pour les voyageurs de la Route transcanadienne.
De nombreux parcs sont accessibles à proximité de la commune, et l'hiver, elle devient une station de sports d'hiver convoitée.